# Aldeia de Nacomba
Aldeia de Nacomba é uma povoação portuguesa do Município de Moimenta da Beira, Distrito de Viseu, que foi sede da extinta Freguesia de Aldeia de Nacomba, freguesia que tinha 6,80 km² de área e 107 habitantes (2011), e, por isso, uma densidade populacional de 15,7 hab/km².
A Freguesia de Aldeia de Nacomba foi extinta (agregada), pela última reorganização administrativa do território das freguesias, de acordo com a Lei nº 11-A/2013 de 28 de Janeiro, tendo o seu território sido agregado ao das Freguesias de Pêra Velha e de Ariz para constituir a União das Freguesias de Pera Velha, Aldeia de Nacomba e Ariz com sede em Pera Velha.
Com vista sobre a vila sede do município, Aldeia de Nacomba localiza-se na encosta da serra de Nacomba ficando exposta no inverno aos ventos frios do Marão, conferindo-lhe características próprias que se refletem na sua fauna e flora, e proporcionam uma paisagem única. É uma povoação já com alguma antiguidade, surgindo em 1527 com o nome de "Dona Comba" com cerca de 47 habitantes. Nessa altura, pertencia ao então concelho de Caria agora freguesia do Município de Moimenta da Beira.

## População
| População da freguesia de Aldeia de Nacomba | População da freguesia de Aldeia de Nacomba | População da freguesia de Aldeia de Nacomba | População da freguesia de Aldeia de Nacomba | População da freguesia de Aldeia de Nacomba | População da freguesia de Aldeia de Nacomba | População da freguesia de Aldeia de Nacomba | População da freguesia de Aldeia de Nacomba | População da freguesia de Aldeia de Nacomba | População da freguesia de Aldeia de Nacomba | População da freguesia de Aldeia de Nacomba | População da freguesia de Aldeia de Nacomba | População da freguesia de Aldeia de Nacomba | População da freguesia de Aldeia de Nacomba | População da freguesia de Aldeia de Nacomba |
| ------------------------------------------- | ------------------------------------------- | ------------------------------------------- | ------------------------------------------- | ------------------------------------------- | ------------------------------------------- | ------------------------------------------- | ------------------------------------------- | ------------------------------------------- | ------------------------------------------- | ------------------------------------------- | ------------------------------------------- | ------------------------------------------- | ------------------------------------------- | ------------------------------------------- |
| 1864                                        | 1878                                        | 1890                                        | 1900                                        | 1911                                        | 1920                                        | 1930                                        | 1940                                        | 1950                                        | 1960                                        | 1970                                        | 1981                                        | 1991                                        | 2001                                        | 2011                                        |
| 239                                         | 247                                         | 235                                         | 236                                         | 201                                         | 190                                         | 218                                         | 234                                         | 229                                         | 257                                         | 206                                         | 170                                         | 160                                         | 149                                         | 107                                         |

| Distribuição da População por Grupos Etários | Distribuição da População por Grupos Etários | Distribuição da População por Grupos Etários | Distribuição da População por Grupos Etários | Distribuição da População por Grupos Etários | Distribuição da População por Grupos Etários | Distribuição da População por Grupos Etários | Distribuição da População por Grupos Etários | Distribuição da População por Grupos Etários | Distribuição da População por Grupos Etários |
| -------------------------------------------- | -------------------------------------------- | -------------------------------------------- | -------------------------------------------- | -------------------------------------------- | -------------------------------------------- | -------------------------------------------- | -------------------------------------------- | -------------------------------------------- | -------------------------------------------- |
| Ano                                          | 0-14 Anos                                    | 15-24 Anos                                   | 25-64 Anos                                   | > 65 Anos                                    |                                              | 0-14 Anos                                    | 15-24 Anos                                   | 25-64 Anos                                   | > 65 Anos                                    |
| 2001                                         | 24                                           | 27                                           | 56                                           | 42                                           |                                              | 16,1%                                        | 18,1%                                        | 37,6%                                        | 28,2%                                        |
| 2011                                         | 15                                           | 14                                           | 46                                           | 32                                           |                                              | 14,0%                                        | 13,1%                                        | 43,0%                                        | 29,9%                                        |

## Património
Da sua história, temos hoje para visitar e conhecer a Igreja Paroquial (século XVIII) aparentemente bem conservada. Dispõe dois altares laterais, para além do altar-mor todo em talha dourada; o tecto da capela- mor é formado de caixotões com pinturas. Na sacristia, que se encontra à disposição do pároco Ricardo Jorge Ribeiro Barroco, podemos ainda encontrar outras peças de arte pertencentes ao património da Igreja.
Que conta também, com a Capela de Santa Bárbara situada no cimo da encosta do lado sul, tendo sido reconstruída recentemente em substituição de uma outra capela secular de que já só existiam ruínas.
A Capela de Nossa Senhora das Portas Abertas, e a festa em sua honra que se celebra anualmente no penúltimo Domingo de Agosto, é talvez se não de certeza, o acontecimento de maior coesão e projecção da freguesia.
Podemos ainda conhecer, ao que se pensa ser, uma via romana. Um troço de estrada com cerca de 1 km de comprimento e 4 m de largura, composta por um lajeado e por pedras de maior porte nas bermas, que se encontram parcialmente destruídas em alguns locais. Num estudo sobre este troço afirma-se que se trataria de uma estrada secundária, que ligava a Lamego, vinda de Viseu e passando pela região de Moimenta da Beira.

## Equipamentos
A freguesia de Aldeia de Nacomba, conta no seu dia a dia com o Centro de Promoção e Convívio situado ao lado da Igreja. De onde, de umas ruínas da velha casa da fábrica levantou o povo o Centro de Promoção e Convívio que serve como sala de leitura, de artesanato, de catequese entre outras actividades. Neste momento, a freguesia conta também com outro espaço localizado no centro da aldeia, que tem vindo a ser promovido pela Associação Cultural com o apoio de todos os cidadãos da aldeia.
Sendo um local de passagem actualmente privilegiado, a localidade de Aldeia de Nacomba consegue disponibilizar aos seus habitantes e a quem a visita, dois espaços comerciais do tipo café/mercearia, que também se constituem como um local de visita e de ponto de encontro.